# 特里施廷河畔魏森巴赫
特里施廷河畔魏森巴赫是奥地利下奥地利州巴登县的一个市镇。总面积15.93平方公里，总人口1684人，人口密度105.7人/平方公里（2005年）。